# Naillat
Naillat – miejscowość i gmina we Francji, w regionie Nowa Akwitania, w departamencie Creuse.
Według danych na rok 1990 gminę zamieszkiwało 721 osób, a gęstość zaludnienia wynosiła 20 osób/km² (wśród 747 gmin Limousin Naillat plasuje się na 182. miejscu pod względem liczby ludności, natomiast pod względem powierzchni na miejscu 110.).

## Populacja

Populacja Naillat w latach 1962–2008